# Fisher (cognome)
Fisher è un cognome di lingua inglese.

## Etimologia
Fisher in inglese significa pescatore, quindi si tratta di un cognome derivato da un mestiere.

## Persone
- Abbi Fisher (1957), sciatrice alpina statunitense
- Andrew Fisher (1862 - 1928), politico e quinto primo ministro australiano
- Carrie Fisher (1956-2016), attrice, sceneggiatrice e scrittrice statunitense
- Chris Fisher, regista, sceneggiatore e produttore cinematografico statunitense
- David Fisher (?), architetto italo-israeliano
- Derek Fisher (1974), cestista statunitense
- Doris Fisher, cantante statunitense
- Eddie Fisher, cantante statunitense
- Erik Fisher (1985), sciatore alpino statunitense
- Fisher Stevens (Steven Fisher, 1963), attore statunitense
- Frances Fisher (1952), attrice inglese
- Gary Fisher (1950), ciclista statunitense
- Geoffrey Francis Fisher (1887 - 1972), Arcivescovo di Canterbury dal 1945 al 1961
- George Fisher soprannominato Corpsegrinder (1967), cantante statunitense
- Gregor Fisher (1953), attore e comico scozzese
- Hugh Fisher (1965), canoista canadese
- Irving Fisher (1867 - 1947), economista e statistico statunitense
- Isla Fisher (1976), attrice e scrittrice australiana, di origine scozzese
- Jackie Fisher (1841 - 1920), ammiraglio inglese e primo barone Fisher di Kilverstone
- Joely Fisher (1967), attrice statunitense
- John Fisher (1469 - 1535), cardinale e umanista britannico
- Josh Fisher (Joseph A. Fisher, ?), ingegnere e informatico statunitense
- Josh Fisher (1980), cestista statunitense
- Mike Fisher (1943), pilota automobilistico statunitense
- Ronald Fisher (1890 - 1962), statistico e matematico inglese
- Sam Fisher (Samuel Leo Fisher, 1957), protagonista dei romanzi e videogiochi della serie Splinter Cell
- Sarah Fisher, pilota automobilistica statunitense
- Scott Fisher, cestista e allenatore di pallacanestro australiano
- Terence Fisher (1904 - 1980), regista britannico
- Wanda Fisher, cantante italiana (vero nome Vanda Radicchi)